# IJszwemmen
IJszwemmen is een tak van de zwemsport waarbij in water met ijzige temperaturen wordt gezwommen. De maximum watertemperatuur voor officiële wedstrijden bedraagt 5°C.
In 2009 is de International Ice Swimming Association (IISA) opgericht ter professionalisering en promotie van de wedstrijdsport. De passie van oprichter Ram Barkai is om te zwemmen in ijswater op elke mogelijke locatie ter wereld. Daarnaast organiseert de IISA elke 2 jaar het wereldkampioenschappen ijszwemmen. In 2021 waren er wereldkampioenschappen in Katowice, Polen; In 2023 zijn deze in Samoëns, Frankrijk gehouden. 
De termen ijszwemmen en winterzwemmen worden in veel talen (Engels, Duits, Nederlands) door elkaar gebruikt. Toch zit hier een verschil in. IJszwemmen valt onder de IISA en winterzwemmen onder de IWSA (International Winter Swimming Association).
Het hoogst haalbare persoonlijk doel dat door de IISA erkend wordt, is het zwemmen van een Ice Mile. Wanneer iemand deze afstand van 1609,34 meter aflegt in een watertemperatuur van minder dan 5°C, verdient diegene de status van Ice Member en mag men zichzelf een Ice Miler noemen. Een speciale Ice Mile is een zogeheten Ice Zero. Dit is een Ice Mile die gezwommen wordt in een watertemperatuur lager dan 1°C. Een andere uitdaging van de IISA is de Ice Sevens. Om deze uitdaging te volbrengen moet iemand een Ice Mile op elk werelddeel inclusief de twee polen zwemmen.
In 2014 heeft de IISA het 1km evenement geïntroduceerd. Deze evenementen geven atleten de mogelijkheid de competitie met elkaar aan te gaan in het ijswater. Deze afstand van 1000 meter is ook de afstand waarmee de IISA deel wil nemen aan de Olympische Winterspelen.
Aan het Wereld Kampioenschap ijszwemmen 2017 namen 120 atleten uit 26 verschillende landen deel. Onder de atleten bevonden zich ook vier Nederlanders. Fergil Hesterman behaalde de vierde plaats bij de heren en een tweede plaats in zijn leeftijdsklasse. Jacobus Guijt werd 32e, maar 2e in zijn leeftijdsklasse. Els Wermenbol behaalde bij de vrouwen de 43e plek, maar wist in haar eigen leeftijdscategorie de 2e plek te behalen. Marije Dirkx moest helaas wegens veiligheidsredenen haar race staken.
In Nederland wordt jaarlijks het Open Nederlands Kampioenschap ijszwemmen georganiseerd door de Openwater Swimming Club in het buitenzwembad de Waterdam te Volendam. Dit Open Nederlands Kampioenschap trekt ook veel internationale deelnemers, o.a. uit België, Duitsland, Engeland, IJsland, Nieuw-Zeeland en Schotland.

## Wereldkampioenschappen
2015 Moermansk, Rusland
- Wereldkampioen Christof Wandratsch,  Duitsland
- Wereldkampioene Renata Nováková,  Tsjechië

2017 Burghausen, Duitsland
- Wereldkampioen Petar Stoychev,  Bulgarije
- Wereldkampioene Julia Wittig,  Duitsland
  - Nederlandse deelname (behaalde plaats)
    - Fergil Hesterman (4e)
    - Jacobus Guijt (32e)
    - Els Wermenbol (43e)
    - Marije Dirkx (DNF)

2019 Moermansk, Rusland
- Wereldkampioen Petar Stoychev,  Bulgarije
- Wereldkampioene Alisa Fatum,  Duitsland
  - Nederlandse deelname (behaalde plaats)
    - Fergil Hesterman (2e)
    - Kyra Wijnker (7e)
    - Margot Stenveld (10e)
    - Raymond Oosterbaan (17e)
    - Irene van der Laan (18e)
    - Alex Schilder (35e)